# Victoria-Ștefania Petreanu
Victoria-Ștefania Petreanu (Constanța, 21 de janeiro de 2003) é uma remadora romena, campeã olímpica.

## Carreira
Ela foi campeã mundial no Campeonato Mundial de 2022 em Račice e no Campeonato Mundial de 2023 em Belgrado. Ela também é medalhista de ouro nos Campeonatos Europeus de 2023 e 2024.
Nos Jogos Olímpicos de Verão de 2024, em Paris, conquistou a medalha de ouro na competição de oito com feminino, ao lado de Magdalena Rusu, Roxana Anghel, Amalia Bereș, Ancuța Bodnar, Maria Lehaci, Adriana Adam, Ioana Vrînceanu e Simona Radiș, com o tempo de 5:54.39.